# Donaulax
Donaulax (Hucho hucho) uppstod ursprungligen i Donaus avrinningsområde i Europa men har införts på andra håll på kontinenten. Fisken är numera utrotningshotad i nästan alla vatten på grund av överfiske i århundraden, vattenföroreningar och flodregleringar (vattenkraft). Idag lever den i Tyskland, Österrike, Ungern, Slovakien, Tjeckien, Polen, Rumänien, Ukraina, Kroatien, Slovenien, Montenegro och Bosnien-Hercegovina.

## Utseende
Donaulaxens kropp är betydligt längre än hos andra laxfiskar. Huvudet är också långt, i sidled tillplattat, men munnen är stor och har starka tänder. Fenorna är relativt små, men fettfenan är litet större än hos de flesta laxfiskar. På den grönaktiga till rödbruna ryggen finns flera mörka fläckar. Sidorna är mera kopparfärgade, och buken är silvervit. Donaulaxen blir normalt upp till 70 cm lång, men kan nå upp till 1,5 m och väga över 50 kg (som alla fiskar växer den hela sitt liv).

## Vanor
Donaulaxen är en flodfisk som föredrar kallt, syrerikt vatten; den är därför mycket känslig för vattenföroreningar.
De unga fiskarna livnär sig på olika små vattenlevande djur, som insektslarver. Större fiskar tar större byten, som andra fiskar, reptiler, groddjur, vattenlevande smådäggdjur och vattenfåglar. Arten kan bli över 20 år gammal.

### Fortplantning
Donaulaxen blir könsmogen inom 3–4 år för hanar, 4–5 för honor. Den leker på våren, från mars till april, ibland även maj. honorna lägger mellan 5 000 och 15 000 romkorn (med en storlek på 4 till 5 mm) på grusbottnar i strömmande vattendrag som kläcks efter 25-40 dagar. Båda föräldrarna vaktar äggen den första tiden.

## Donaulax i Sverige
Ett inplanteringsförsök gjordes 1964 i Jämtland och Hälsingland i Sverige. Året innan importerades rom från Jugoslavien, och de resulterande, ettåriga donaulaxarna inplanterades i maj nästa år i Hammarforsens magasin i Indalsälven i Jämtland, och i Rexforsån vid övre delen av Harmångersåns övre lopp i Hälsingland. Försöket misslyckades dock.

## Världsrekord
Världsrekordet på donaulax är 58 kg. Fisken fångades 1938 av Halil Sofradžija i Drina, Dragojeviča buk i Bosnien-Hercegovina.